# 소방시설관리사
소방시설관리사(영어: Fire Facilities Manager)는 소방방재청장이 실시하는 관리사 자격시험에 합격한 후 소방시설관리사증을 발급받은 자를 말한다.

## 개요
소방대상물의 효율적이고 전문적인 관리를 위해 만들어진 자격제도이다. 주요 업무는 소방시설관리업의 주기술인력으로 소방대상물의 방화관리업무를 대행하고 소화전, 스프링클러 등 소방시설을 설치기준 및 국가화재 안전기준에 적합하도록 유지·관리하는 업무를 수행한다. 관리사는 소방시설관리사증을 다른 자에게 빌려주거나 동시에 둘 이상의 업체에 취업하여서는 아니 된다. 소방기술사와 함께 소방기술 분야 최고 난이도의 자격증이다.